# Pterocheilus nigrobilineolatus
Pterocheilus nigrobilineolatus är en stekelart som beskrevs av Giordani Soika 1942. Pterocheilus nigrobilineolatus ingår i släktet palpgetingar, och familjen Eumenidae. Inga underarter finns listade i Catalogue of Life.